# Francia ai Giochi della XXXII Olimpiade
La Francia ha partecipato ai Giochi della XXXII Olimpiade che si sono svolti a Tokyo, Giappone, dal 23 luglio all'8 agosto 2021; originariamente previsti per l'estate 2020, erano stati rimandati di un anno a causa della pandemia di COVID-19. La delegazione era composta da 398 atleti, 223 uomini e 175 donne.

## Medaglie
| Riepilogo quotidiano | Riepilogo quotidiano | Riepilogo quotidiano | Riepilogo quotidiano | Riepilogo quotidiano | Riepilogo quotidiano | Riepilogo quotidiano |
| -------------------- | -------------------- | -------------------- | -------------------- | -------------------- | -------------------- | -------------------- |
| Giorno               | Data                 |                      |                      |                      | Totale               |                      |
| 1º                   | 24                   | 0                    | 0                    | 1                    | 1                    |                      |
| 2º                   | 25                   | 1                    | 1                    | 0                    | 2                    |                      |
| 3º                   | 26                   | 0                    | 1                    | 1                    | 2                    |                      |
| 4º                   | 27                   | 1                    | 0                    | 1                    | 2                    |                      |
| 5º                   | 28                   | 1                    | 0                    | 0                    | 1                    |                      |
| 6º                   | 29                   | 0                    | 3                    | 0                    | 3                    |                      |
| 7º                   | 30                   | 0                    | 0                    | 2                    | 2                    |                      |
| 8º                   | 31                   | 1                    | 4                    | 1                    | 6                    |                      |
| 9º                   | 1                    | 1                    | 1                    | 0                    | 2                    |                      |
| 10º                  | 2                    | 1                    | 0                    | 1                    | 2                    |                      |
| 11º                  | 3                    | 0                    | 0                    | 1                    | 1                    |                      |
| 12º                  | 4                    | 0                    | 0                    | 1                    | 1                    |                      |
| 13º                  | 5                    | 1                    | 1                    | 0                    | 2                    |                      |
| 14º                  | 6                    | 0                    | 0                    | 0                    | 0                    |                      |
| 15º                  | 7                    | 2                    | 1                    | 2                    | 5                    |                      |
| 16º                  | 8                    | 1                    | 0                    | 0                    | 1                    |                      |
| Totale               | Totale               | 10                   | 12                   | 11                   | 33                   |                      |

### Medagliere per disciplina
| Sport             | Oro | Argento | Bronzo | Totale |
| ----------------- | --- | ------- | ------ | ------ |
| Judo              | 2   | 3       | 3      | 8      |
| Scherma           | 2   | 2       | 1      | 5      |
| Pallamano         | 2   | 0       | 0      | 2      |
| Canottaggio       | 1   | 1       | 0      | 2      |
| Karate            | 1   | 0       | 0      | 1      |
| Pallavolo         | 1   | 0       | 0      | 1      |
| Tiro a segno/volo | 1   | 0       | 0      | 1      |
| Vela              | 0   | 2       | 1      | 3      |
| Pallacanestro     | 0   | 1       | 1      | 2      |
| Atletica leggera  | 0   | 1       | 0      | 1      |
| Nuoto             | 0   | 1       | 0      | 1      |
| Rugby a 7         | 0   | 1       | 0      | 1      |
| Ciclismo          | 0   | 0       | 2      | 2      |
| Equitazione       | 0   | 0       | 1      | 1      |
| Taekwondo         | 0   | 0       | 1      | 1      |
| Triathlon         | 0   | 0       | 1      | 1      |
| Totale            | 10  | 12      | 11     | 33     |

### Medaglie d'oro
| Medaglia | Nome | Sport       | Evento                           |
| -------- | --- | ----------- | -------------------------------- |
| Oro      | Romain Cannone | Scherma     | Spada individuale maschile       |
| Oro      | Clarisse Agbegnenou | Judo        | 63 kg femminile                  |
| Oro      | Clarisse Agbegnenou Axel Clerget Romane Dicko Teddy Riner Sarah-Léonie Cysique Guillaume Chaine | Judo        | Squadre miste                    |
| Oro      | Matthieu Androdias Hugo Boucheron | Canottaggio | Due di coppia maschile           |
| Oro      | Julien Mertine Enzo Lefort Erwann Le Péchoux Maxime Pauty | Scherma     | Fioretto a squadre maschile      |
| Oro      | Jean Quiquampoix | Tiro        | Pistola 25 m automatica maschile |
| Oro      | Steven Da Costa | Karate      | 67 kg maschile                   |
| Oro      | Nedim Remili Romain Lagarde Melvyn Richardson Dika Mem Nicolas Tournat Vincent Gérard Nikola Karabatić Kentin Mahé Yann Genty Timothey N'Guessan Luc Abalo Michaël Guigou Luka Karabatić Ludovic Fabregas Hugo Descat Valentin Porte                          | Pallamano   | Torneo maschile                  |
| Oro      | Barthélémy Chinenyeze Jenia Grebennikov Jean Patry Benjamin Toniutti Kévin Tillie Earvin N'Gapeth Antoine Brizard Stéphen Boyer Nicolas Le Goff Daryl Bultor Trévor Clévenot Yacine Louati                                                                    | Pallavolo   | Torneo maschile                  |
| Oro      | Méline Nocandy Blandine Dancette Pauline Coatanea Chloé Valentini Allison Pineau Coralie Lassource Grâce Zaadi Deuna Amandine Leynaud Kalidiatou Niakaté Cléopatre Darleux Laura Flippes Béatrice Edwige Pauletta Foppa Estelle Nze Minko Alexandra Lacrabère | Pallamano   | Torneo femminile                 |

### Medaglie d'argento
| Medaglia | Nome | Sport            | Evento                       |
| -------- | --- | ---------------- | ---------------------------- |
| Argento  | Claire Bové Laura Tarantola | Canottaggio      | Due di coppia femminile      |
| Argento  | Amandine Buchard | Judo             | 52 kg femminile              |
| Argento  | Sarah-Léonie Cysique | Judo             | 57 kg femminile              |
| Argento  | Madeleine Malonga | Judo             | 78 kg femminile              |
| Argento  | Anita Blaze Astrid Guyart Pauline Ranvier Ysaora Thibus | Scherma          | Fioretto a squadre femminile |
| Argento  | Thomas Goyard | Vela             | RS:X maschile                |
| Argento  | Charline Picon | Vela             | RS:X femminile               |
| Argento  | Coralie Bertrand Anne-Cécile Ciofani Caroline Drouin Camille Grassineau Lina Guérin Fanny Horta Shannon Izar Chloé Jacquet Carla Neisen Séraphine Okemba Chloé Pelle Jade Ulutule          | Rugby a 7        | Torneo femminile             |
| Argento  | Sara Balzer Cécilia Berder Manon Brunet Charlotte Lembach | Scherma          | Sciabola a squadre femminile |
| Argento  | Florent Manaudou | Nuoto            | 50 m stile libero maschili   |
| Argento  | Kévin Mayer | Atletica leggera | Decathlon maschile           |
| Argento  | Frank Ntilikina Timothé Luwawu-Cabarrot Thomas Heurtel Nicolas Batum Guerschon Yabusele Evan Fournier Nando de Colo Vincent Poirier Andrew Albicy Rudy Gobert Petr Cornelie Moustapha Fall | Pallacanestro    | Torneo maschile              |

### Medaglie di bronzo
| Medaglia | Nome | Sport         | Evento                         |
| -------- | --- | ------------- | ------------------------------ |
| Bronzo   | Luka Mkheidze | Judo          | 60 kg maschile                 |
| Bronzo   | Manon Brunet | Scherma       | Sciabola individuale femminile |
| Bronzo   | Althéa Laurin | Taekwondo     | +67 kg femminile               |
| Bronzo   | Romane Dicko | Judo          | +78 kg femminile               |
| Bronzo   | Teddy Riner | Judo          | +100 kg maschile               |
| Bronzo   | Léonie Périault Dorian Coninx Cassandre Beaugrand Vincent Luis | Triathlon     | Gara a squadre                 |
| Bronzo   | Nicolas Touzaint Karim Laghouag Christopher Six | Equitazione   | Concorso completo a squadre    |
| Bronzo   | Florian Grengbo Sebastien Vigier Rayan Helal | Ciclismo      | Velocità a squadre maschile    |
| Bronzo   | Camille Lecointre Aloïse Retornaz | Vela          | 470 femminile                  |
| Bronzo   | Marine Fauthoux Endéné Miyem Alexia Chartereau Sandrine Gruda Helena Ciak Sarah Michel Valériane Ayayi Iliana Rupert Gabby Williams Marine Johannès Alix Duchet Diandra Tchatchouang | Pallacanestro | Torneo femminile               |
| Bronzo   | Benjamin Thomas Donavan Grondin | Ciclismo      | Americana maschile             |

## Delegazione
| Sport                | Uomini | Donne | Totale |
| -------------------- | ------ | ----- | ------ |
| Arrampicata sportiva | 2      | 2     | 4      |
| Atletica leggera     | 44     | 21    | 65     |
| Badminton            | 2      | 2     | 4      |
| Calcio               | 21     | 0     | 21     |
| Canoa/Kayak          | 6      | 6     | 12     |
| Canottaggio          | 4      | 8     | 12     |
| Ciclismo             | 18     | 12    | 30     |
| Equitazione          | 9      | 3     | 12     |
| Ginnastica           | 4      | 5     | 9      |
| Golf                 | 2      | 2     | 4      |
| Judo                 | 6      | 7     | 13     |
| Karate               | 1      | 2     | 3      |
| Lotta                | 0      | 2     | 2      |
| Nuoto                | 16     | 11    | 27     |
| Nuoto artistico      | -      | 2     | 2      |
| Pallacanestro        | 12     | 16    | 28     |
| Pallamano            | 15     | 15    | 30     |
| Pallavolo            | 12     | 0     | 12     |
| Pentathlon moderno   | 2      | 2     | 4      |
| Pugilato             | 4      | 1     | 5      |
| Rugby a 7            | 0      | 13    | 13     |
| Scherma              | 9      | 9     | 18     |
| Skateboard           | 3      | 2     | 5      |
| Sollevamento pesi    | 1      | 3     | 4      |
| Surf                 | 2      | 2     | 4      |
| Taekwondo            | 0      | 2     | 2      |
| Tennis               | 6      | 4     | 10     |
| Tennistavolo         | 3      | 3     | 6      |
| Tiro                 | 4      | 6     | 10     |
| Tiro con l'arco      | 3      | 1     | 4      |
| Triathlon            | 3      | 2     | 5      |
| Tuffi                | 2      | 1     | 3      |
| Vela                 | 7      | 7     | 14     |
| Totale               | 223    | 175   | 398    |

## Arrampicata sportiva
| Atleta           | Evento         | Qualificazione | Qualificazione | Qualificazione | Qualificazione | Qualificazione | Qualificazione | Qualificazione | Qualificazione | Qualificazione | Qualificazione | Finale          | Finale          | Finale          | Finale          | Finale          | Finale          | Finale          | Finale          | Finale          | Finale |
| Atleta           | Evento         | Speed          | Speed          | Speed          | Lead           | Lead           | Bouldering     | Bouldering     | Bouldering     | Totale         | Totale         | Speed           | Speed           | Lead            | Lead            | Bouldering      | Bouldering      | Bouldering      | Totale          | Totale          |        |
| Atleta           | Evento         | A              | B              | Pos.           | Punti          | Pos.           | Top            | Zona           | Pos.           | Punti          | Pos.           | Migliore        | Pos.            | Punti           | Pos.            | Top             | Zona            | Pos.            | Punti           | Pos.            |        |
| ---------------- | -------------- | -------------- | -------------- | -------------- | -------------- | -------------- | -------------- | -------------- | -------------- | -------------- | -------------- | --------------- | --------------- | --------------- | --------------- | --------------- | --------------- | --------------- | --------------- | --------------- | ------ |
| Bassa Mawem      | Gara maschile  | 5"45           | 5"67           | 1º             | 7              | 20º            | 0              | 0              | 18º            | 360            | 7º Q           | DNS-I           | DNS-I           | DNS-I           | DNS-I           | DNS-I           | DNS-I           | DNS-I           | DNS-I           | DNS-I           |        |
| Mickaël Mawem    | Gara maschile  | 5"95           | 7"75           | 3º             | 28+            | 11º            | 3              | 4              | 1º             | 33             | 1º Q           | 6"36            | 4º              | 23+             | 7º              | 1               | 3               | 2º              | 42              | 5º              |        |
| Julia Chanourdie | Gara femminile | 8"43           | 8"17           | 8ª             | 25+            | 9ª             | 0              | 3              | 15ª            | 1080           | 13ª            | Non qualificata | Non qualificata | Non qualificata | Non qualificata | Non qualificata | Non qualificata | Non qualificata | Non qualificata | Non qualificata |        |
| Anouck Jaubert   | Gara femminile | 7"12           | 7"29           | 2ª             | 16+            | 15ª            | 1              | 1              | 13ª            | 390            | 8ª Q           | 7"40            | 2ª              | 13+             | 7ª              | 0               | 1               | 6ª              | 84              | 6ª              |        |

## Atletica leggera

### Uomini
Eventi su pista e strada
| Atleta                                                              | Evento         | Batteria  | Batteria  | Semifinale      | Semifinale      | Finale          | Finale          |
| Atleta                                                              | Evento         | Risultato | Posizione | Risultato       | Posizione       | Risultato       | Posizione       |
| ------------------------------------------------------------------- | -------------- | --------- | --------- | --------------- | --------------- | --------------- | --------------- |
| Jimmy Vicaut                                                        | 100 m          | 10"07     | 2º Q      | 10"11           | 5º              | Non qualificato | Non qualificato |
| Pierre-Ambroise Bosse                                               | 800 m          | 1'45"97   | 6º Q      | 1'48"62         | 6º              | Non qualificato | Non qualificato |
| Benjamin Robert                                                     | 800 m          | 1'47"12   | 5º        | Non qualificato | Non qualificato | Non qualificato | Non qualificato |
| Gabriel Tual                                                        | 800 m          | 1'45"63   | 3º Q      | 1'44"28         | 3º q            | 1'46"03         | 7º              |
| Azeddine Habz                                                       | 1500 m         | 3'41"24   | 4º Q      | 3'35"12         | 10º             | Non qualificato | Non qualificato |
| Alexis Miellet                                                      | 1500 m         | 3'41"23   | 14º       | Non qualificato | Non qualificato | Non qualificato | Non qualificato |
| Baptiste Mischler                                                   | 1500 m         | 3'37"53   | 11º       | Non qualificato | Non qualificato | Non qualificato | Non qualificato |
| Jimmy Gressier                                                      | 5000 m         | 13'33"47  | 9º q      | N.D.            | N.D.            | 13'11"33        | 13º             |
| Hugo Hay                                                            | 5000 m         | 13'39"95  | 7º        | N.D.            | N.D.            | Non qualificato | Non qualificato |
| Morhad Amdouni                                                      | 10000 m        | N.D.      | N.D.      | N.D.            | N.D.            | 27'53"58        | 10º             |
| Wilhem Belocian                                                     | 110 m ostacoli | DSQ       | DSQ       | Non qualificato | Non qualificato | Non qualificato | Non qualificato |
| Pascal Martinot-Lagarde                                             | 110 m ostacoli | 13"37     | 2º Q      | 13"25           | 2º Q            | 13"16           | 5º              |
| Aurel Manga                                                         | 110 m ostacoli | 13"24     | 1º Q      | 13"24           | 2º Q            | 13"38           | 8º              |
| Wilfried Happio                                                     | 400 m ostacoli | 49"39     | 5º q      | 49"49           | 7º              | Non qualificato | Non qualificato |
| Ludvy Vaillant                                                      | 400 m ostacoli | 49"23     | 5º q      | 49"02           | 7º              | Non qualificato | Non qualificato |
| Djilali Bedrani                                                     | 3000 m siepi   | 8'20"23   | 7º        | N.D.            | N.D.            | Non qualificato | Non qualificato |
| Louis Gilavert                                                      | 3000 m siepi   | 8'36"35   | 12º       | N.D.            | N.D.            | Non qualificato | Non qualificato |
| Alexis Phelut                                                       | 3000 m siepi   | 8'19"36   | 3º Q      | N.D.            | N.D.            | 8'23"14         | 12º             |
| Mouhamadou Fall Jimmy Vicaut Méba-Mickaël Zézé Ryan Zézé            | 4×100 m        | 38"18     | 4ª        | N.D.            | N.D.            | Non qualificata | Non qualificata |
| Gilles Biron Thomas Jordier Muhammad Abdallah Kounta Ludovic Ouceni | 4×400 m        | 3'00"81   | 6ª        | N.D.            | N.D.            | Non qualificata | Non qualificata |
| Morhad Amdouni                                                      | Maratona       | N.D.      | N.D.      | N.D.            | N.D.            | 2h14'33"        | 17º             |
| Hassan Chahdi                                                       | Maratona       | N.D.      | N.D.      | N.D.            | N.D.            | 2h18'40"        | 45º             |
| Nicolas Navarro                                                     | Maratona       | N.D.      | N.D.      | N.D.            | N.D.            | 2h12'50"        | 12º             |
| Gabriel Bordier                                                     | Marcia 20 km   | N.D.      | N.D.      | N.D.            | N.D.            | 1h25'23"        | 24º             |
| Kévin Campion                                                       | Marcia 20 km   | N.D.      | N.D.      | N.D.            | N.D.            | 1h23'53"        | 16º             |
| Yohann Diniz                                                        | Marcia 50 km   | N.D.      | N.D.      | N.D.            | N.D.            | DNF             | DNF             |

Eventi su campo
| Atleta               | Evento              | Qualificazione | Qualificazione | Finale          | Finale          |
| Atleta               | Evento              | Risultato      | Posizione      | Risultato       | Posizione       |
| -------------------- | ------------------- | -------------- | -------------- | --------------- | --------------- |
| Ethan Cormont        | Salto con l'asta    | 5,50           | 22º            | Non qualificato | Non qualificato |
| Renaud Lavillenie    | Salto con l'asta    | 5,75           | 6º Q           | 5,70            | 8º              |
| Valentin Lavillenie  | Salto con l'asta    | 5,68           | 17º            | Non qualificato | Non qualificato |
| Augustin Bey         | Salto in lungo      | NM             | NM             | Non qualificato | Non qualificato |
| Benjamin Compaoré    | Salto triplo        | 16,59          | 19º            | Non qualificato | Non qualificato |
| Jean-Marc Pontvianne | Salto triplo        | NM             | NM             | Non qualificato | Non qualificato |
| Melvin Raffin        | Salto triplo        | 16,83          | 11º q          | NM              | NM              |
| Lolassonn Djouhan    | Lancio del disco    | 60.74          | 21º            | Non qualificato | Non qualificato |
| Quentin Bigot        | Lancio del martello | 78,73          | 4º Q           | 79,39           | 5º              |

Eventi multipli
| Atleta      | Evento    | 100 m     | Lungo    | Peso      | Alto     | 400 m     | 110 ost.  | Disco     | Asta     | Giav.     | 1500 m      | Punteggio totale | Pos.    |
| ----------- | --------- | --------- | -------- | --------- | -------- | --------- | --------- | --------- | -------- | --------- | ----------- | ---------------- | ------- |
| Kévin Mayer | Decathlon | 10"68 933 | 7,50 935 | 15,07 794 | 2,08 878 | 50"31 800 | 13"90 987 | 48,08 830 | 5,20 972 | 73,09 937 | 4'43"17 660 | 8726             | Argento |

### Donne
Eventi su pista e strada
| Atleta                                                         | Evento         | Batteria  | Batteria  | Semifinale      | Semifinale      | Finale          | Finale          |
| Atleta                                                         | Evento         | Risultato | Posizione | Risultato       | Posizione       | Risultato       | Posizione       |
| -------------------------------------------------------------- | -------------- | --------- | --------- | --------------- | --------------- | --------------- | --------------- |
| Gemina Joseph                                                  | 200 m          | 22"94     | 3ª Q      | 23"19           | 7ª              | Non qualificata | Non qualificata |
| Amandine Brossier                                              | 400 m          | 51"65     | 2ª Q      | 51"30           | 6ª              | Non qualificata | Non qualificata |
| Rénelle Lamote                                                 | 800 m          | 2'01"92   | 1ª Q      | 1'59"40         | 5ª              | Non qualificata | Non qualificata |
| Cyréna Samba-Mayela                                            | 100 m ostacoli | DNS       | DNS       | Non qualificata | Non qualificata | Non qualificata | Non qualificata |
| Laura Valette                                                  | 100 m ostacoli | DSQ       | DSQ       | Non qualificata | Non qualificata | Non qualificata | Non qualificata |
| Gémima Joseph Cythia Leduc Orlann Ombissa-Dzangue Carolle Zahi | 4×100 m        | 42"68     | 4ª q      | N.D.            | N.D.            | 42"89           | 7ª              |
| Amandine Brossier Floria Gueï Sokhna Lacoste Brigitte Ntiamoah | 4×400 m        | 3'25"07   | 5ª        | N.D.            | N.D.            | Non qualificata | Non qualificata |
| Susan Jeptooo Kipsang                                          | Maratona       | N.D.      | N.D.      | N.D.            | N.D.            | 2h36'29"        | 38ª             |

Eventi su campo
| Atleta               | Evento              | Qualificazione | Qualificazione | Finale          | Finale          |
| Atleta               | Evento              | Risultato      | Posizione      | Risultato       | Posizione       |
| -------------------- | ------------------- | -------------- | -------------- | --------------- | --------------- |
| Yanis David          | Salto in lungo      | 6,27           | 23ª            | Non qualificata | Non qualificata |
| Rouguy Diallo        | Salto triplo        | 14,29          | 10ª q          | 14,38           | 9ª              |
| Mélina Robert-Michon | Lancio del disco    | 60,88          | 14ª            | Non qualificata | Non qualificata |
| Alexandra Tavernier  | Lancio del martello | 73,51          | 5ª Q           | 74,41           | 4ª              |

## Badminton
| Atleta                       | Evento            | Girone                         | Girone                                         | Girone                            | Girone | Ottavi               | Quarti               | Semifinale           | Finale               | Finale          |
| Atleta                       | Evento            | Avversario Punteggio           | Avversario Punteggio                           | Avversario Punteggio              | Pos.   | Avversario Punteggio | Avversario Punteggio | Avversario Punteggio | Avversario Punteggio | Pos.            |
| ---------------------------- | ----------------- | ------------------------------ | ---------------------------------------------- | --------------------------------- | ------ | -------------------- | -------------------- | -------------------- | -------------------- | --------------- |
| Brice Leverdez               | Singolo maschile  | Pochtarov V (21–10, 21–8)      | Lee P (21–17, 21–5)                            | N.D.                              | 2º     | Non qualificato      | Non qualificato      | Non qualificato      | Non qualificato      | Non qualificato |
| Qi Xuefei                    | Singolo femminile | Nguyễn P (11–21, 11–21)        | Jaquet V (21–10, 21–14)                        | Tai P (10–21, 13–21)              | 3ª     | Non qualificata      | Non qualificata      | Non qualificata      | Non qualificata      | Non qualificata |
| Thom Gicquel Delphine Delrue | Doppio maschile   | Ellis / Smith P (18–21, 17–21) | Puavaranukroh / Taerattanachai P (9–21, 15–21) | Hurlburt-Yu / Wu V (21–12, 21–13) | 3ª     | N.D.                 | Non qualificati      | Non qualificati      | Non qualificati      | Non qualificati |

## Calcio
| Squadra            | Torneo   | Girone               | Girone               | Girone               | Girone | Quarti               | Semifinali           | Finale               | Pos. |
| Squadra            | Torneo   | Avversario Risultato | Avversario Risultato | Avversario Risultato | Pos.   | Avversario Risultato | Avversario Risultato | Avversario Risultato | Pos. |
| ------------------ | -------- | -------------------- | -------------------- | -------------------- | ------ | -------------------- | -------------------- | -------------------- | ---- |
| Nazionale maschile | Maschile | Messico P 1–4        | Sudafrica V 4–3      | Giappone P 0–4       | 3ª     | Non qualificata      | Non qualificata      | Non qualificata      | 13ª  |

## Canoa/kayak

### Slalom
| Atleta             | Evento       | Qualificazioni | Qualificazioni | Qualificazioni | Qualificazioni | Qualificazioni | Qualificazioni | Semifinali | Semifinali | Semifinali | Finale          | Finale          | Finale          |
| Atleta             | Evento       | 1ª manche      | Pos.           | 2ª manche      | Pos.           | Migliore       | Posizione      | Penalità   | Tempo      | Posizione  | Penalità        | Tempo           | Posizione       |
| ------------------ | ------------ | -------------- | -------------- | -------------- | -------------- | -------------- | -------------- | ---------- | ---------- | ---------- | --------------- | --------------- | --------------- |
| Martin Thomas      | C1 maschile  | 102"75         | 7º             | 102"83         | 7º             | 102"75         | 9º Q           | 0"         | 100"65     | 1º Q       | 0"              | 104"98          | 5º              |
| Marjorie Delassus  | C1 femminile | 121"74         | 12ª            | 167"47         | 20ª            | 121"74         | 17ª Q          | 0"         | 117"71     | 5ª Q       | 0"              | 115"93          | 4ª              |
| Boris Neveu        | K1 maschile  | 147"12         | 21º            | 91"78          | 5º             | 91"78          | 5º Q           | 0"         | 94"86      | 2º Q       | 4"              | 101"18          | 7º              |
| Marie-Zélia Lafont | K1 femminile | 121"48         | 19ª            | 110"25         | 11ª            | 110"25         | 13ª Q          | 2"         | 113"81     | 14ª        | Non qualificata | Non qualificata | Non qualificata |

### Velocità
| Atleta                                                | Evento             | Batteria | Batteria  | Quarti   | Quarti    | Semifinale      | Semifinale      | Finale / Finale B e C | Finale / Finale B e C |
| Atleta                                                | Evento             | Tempo    | Posizione | Tempo    | Posizione | Tempo           | Posizione       | Tempo                 | Posizione             |
| ----------------------------------------------------- | ------------------ | -------- | --------- | -------- | --------- | --------------- | --------------- | --------------------- | --------------------- |
| Adrien Bart                                           | C1 1000 m maschile | 4'03"771 | 2º Q      | Bye      | Bye       | 4'04"026        | 1º Q            | 4'06"171              | 4º                    |
| Maxime Beaumont                                       | K1 200 m maschile  | 35"259   | 2º Q      | Bye      | Bye       | 36"072          | 6º qB           | 35"998                | 9º                    |
| Léa Jamelot                                           | K1 200 m femminile | 43"589   | 6ª q      | 43"338   | 4ª        | Non qualificata | Non qualificata | Non qualificata       | Non qualificata       |
| Vanina Paoletti                                       | K1 200 m femminile | 42"334   | 3ª q      | 43"163   | 4ª        | Non qualificata | Non qualificata | Non qualificata       | Non qualificata       |
| Manon Hostens                                         | K1 500 m femminile | 1'53"668 | 6ª q      | 1'54"095 | 2ª Q      | 1'57"394        | 6ª qC           | 1'58"133              | 23ª                   |
| Etienne Hubert                                        | K1 1000 m maschile | 3'45"072 | 4º q      | 3'46"274 | 2º Q      | 3'27"319        | 6º qB           | 3'31"553              | 15º                   |
| Guillaume Burger                                      | K1 1000 m maschile | 3'53"241 | 4º q      | 3'52"817 | 5º        | Non qualificato | Non qualificato | Non qualificato       | Non qualificato       |
| Manon Hostens Sarah Guyot                             | K2 500 m femminile | 1'45"533 | 2ª Q      | Bye      | Bye       | 1'38"632        | 3ª Q            | 1'40"329              | 7ª                    |
| Guillaume Burger Étienne Hubert                       | K2 1000 m maschile | 3'29"296 | 3ª q      | 3'18"284 | 5ª qB     | N.D.            | N.D.            | 3'32"690              | 15ª                   |
| Sarah Guyot Manon Hostens Léa Jamelot Vanina Paoletti | K4 500 m femminile | 1'39"032 | 5ª q      | 1'37"138 | 4ª Q      | 1'38"202        | 5ª qB           | 1'38"346              | 9ª                    |

## Canottaggio
| Atleta                                                         | Evento                               | Batteria | Batteria  | Ripescaggio | Ripescaggio | Quarti  | Quarti    | Semifinale | Semifinale | Finale / Finale B | Finale / Finale B |
| Atleta                                                         | Evento                               | Tempo    | Posizione | Tempo       | Posizione   | Tempo   | Posizione | Tempo      | Posizione  | Tempo             | Posizione         |
| -------------------------------------------------------------- | ------------------------------------ | -------- | --------- | ----------- | ----------- | ------- | --------- | ---------- | ---------- | ----------------- | ----------------- |
| Guillaume Turlan Thibaud Turlan                                | Due senza maschile                   | 7'09"79  | 4ª R      | 6'49"06     | 3ª Q        | 6'52"24 | 6ª qB     | N.D.       | N.D.       | 6'28"01           | 9ª                |
| Matthieu Androdias Hugo Boucheron                              | Due di coppia maschile               | 6'10"45  | 1ª Q      | Bye         | Bye         | N.D.    | N.D.      | 6'20"45    | 1ª Q       | 6'00"33           | Oro               |
| Hélène Lefebvre Élodie Ravera-Scaramozzino                     | Due di coppia femminile              | 6'57"83  | 3ª Q      | Bye         | Bye         | N.D.    | N.D.      | 7'12"68    | 4ª qB      | 6'58"52           | 8ª                |
| Claire Bové Laura Tarantola                                    | Due di coppia pesi leggeri femminile | 7'03"47  | 1ª Q      | Bye         | Bye         | N.D.    | N.D.      | 6'42"92    | 2ª Q       | 6'47"68           | Argento           |
| Violaine Aernoudts Margaux Bailleul Marie Jacquet Emma Lunatti | Quattro di coppia femminile          | 6'33"64  | 5ª R      | 6'47"41     | 5ª qB       | N.D.    | N.D.      | N.D.       | N.D.       | 6'29"70           | 9ª                |

## Ciclismo

### Ciclismo su strada
| Atleta           | Evento                   | Tempo    | Posizione |
| ---------------- | ------------------------ | -------- | --------- |
| Rémi Cavagna     | Corsa in linea maschile  | DNF      | DNF       |
| Benoît Cosnefroy | Corsa in linea maschile  | 6'16"53  | 57º       |
| Kenny Elissonde  | Corsa in linea maschile  | 6'15"38  | 38º       |
| David Gaudu      | Corsa in linea maschile  | 6'06"33  | 7º        |
| Guillaume Martin | Corsa in linea maschile  | 6'11"46  | 27º       |
| Juliette Labous  | Corsa in linea femminile | 3'56"07  | 30ª       |
| Rémi Cavagna     | Cronometro maschile      | 58'39"   | 17º       |
| Juliette Labous  | Cronometro femminile     | 32'42"14 | 9ª        |

### Ciclismo su pista
Velocità
| Atleta                                       | Evento                      | Qualificazione     | Qualificazione | Round 1           | R1              | Round 2            | R2              | Round 3          | R3              | Quarti               | Semifinale                         | Finale                         | Finale          |
| Atleta                                       | Evento                      | Tempo Velocità     | Pos.           | Avversario Tempo  | Tempo           | Avversario Tempo   | Tempo           | Avversario Tempo | Tempo           | Avversario Risultato | Avversario Risultato               | Avversario Risultato           | Pos.            |
| -------------------------------------------- | --------------------------- | ------------------ | -------------- | ----------------- | --------------- | ------------------ | --------------- | ---------------- | --------------- | -------------------- | ---------------------------------- | ------------------------------ | --------------- |
| Rayan Helal                                  | Velocità maschile           | 9"669 74,465 km/h  | 20º Q          | Dmitriev P +0"479 | P +0"032        | Non qualificato    | Non qualificato | Non qualificato  | Non qualificato | Non qualificato      | Non qualificato                    | Non qualificato                | Non qualificato |
| Sébastien Vigier                             | Velocità maschile           | 9"551 75,385 km/h  | 10º Q          | Barrette V 10"182 | Bye             | Webster P +0"038   | V 9"900         | Carlin P +0"171  | V 10"169        | Hoogland P 0–2       | Non qualificato                    | Finale 5º posto P +0"644       | 7º              |
| Mathilde Gros                                | Velocità femminile          | 10"400 69,231 km/h | 4ª Q           | Lee H-j V 11"216  | Bye             | Kobayashi V 11"292 | Bye             | Lee W-s P +0"019 | P +0"001        | Non qualificata      | Non qualificata                    | Non qualificata                | Non qualificata |
| Coralie Demay                                | Velocità femminile          | 11"849 60,765 km/h | 29ª            | Non qualificata   | Non qualificata | Non qualificata    | Non qualificata | Non qualificata  | Non qualificata | Non qualificata      | Non qualificata                    | Non qualificata                | Non qualificata |
| Florian Grengbo Rayan Helal Sébastien Vigier | Velocità a squadre maschile | 42"722 63,199 km/h | 4ª Q           | N.D.              | N.D.            | N.D.               | N.D.            | N.D.             | N.D.            | N.D.                 | Nuova Zelanda V 42"294 63,839 km/h | Australia V 42"331 63,783 km/h | Bronzo          |

Inseguimento
| Atleta                                                                     | Evento                           | Quarti   | Quarti    | Semifinale           | Semifinale | Finale                                   | Finale    |
| Atleta                                                                     | Evento                           | Tempo    | Posizione | Avversario Risultato | Posizione  | Avversario Risultato                     | Posizione |
| -------------------------------------------------------------------------- | -------------------------------- | -------- | --------- | -------------------- | ---------- | ---------------------------------------- | --------- |
| Victoire Berteau Marion Borras Clara Copponi Valentine Fortin Marie Le Net | Inseguimento a squadre femminile | 4'12"502 | 5ª Q      | Canada P 4'11"888    | 8ª q7      | Finale 7º posto Nuova Zelanda V 4'10"388 | 7ª        |

Keirin
| Atleta           | Evento           | Round 1   | Ripescaggio | Round 2         | Semifinale      | Finale / FB     |
| Atleta           | Evento           | Posizione | Posizione   | Posizione       | Posizione       | Posizione       |
| ---------------- | ---------------- | --------- | ----------- | --------------- | --------------- | --------------- |
| Rayan Helal      | Keirin maschile  | 1º Q      | Bye         | 3º Q            | 4º qB           | 10º             |
| Sébastien Vigier | Keirin maschile  | 6º R      | 3º          | Non qualificato | Non qualificato | Non qualificato |
| Mathilde Gros    | Keirin femminile | 6ª R      | 2ª Q        | 5ª              | Non qualificata | Non qualificata |
| Coralie Demay    | Keirin femminile | 5ª R      | 4ª          | Non qualificata | Non qualificata | Non qualificata |

Omnium
| Atleta          | Evento           | Scratch   | Scratch | Corsa a tempo | Corsa a tempo | Corsa a eliminazione | Corsa a eliminazione | Corsa a punti | Corsa a punti | Totale | Totale    |
| Atleta          | Evento           | Posizione | Punti   | Posizione     | Punti         | Posizione            | Punti                | Posizione     | Punti         | Punti  | Posizione |
| --------------- | ---------------- | --------- | ------- | ------------- | ------------- | -------------------- | -------------------- | ------------- | ------------- | ------ | --------- |
| Benjamin Thomas | Omnium maschile  | 2º        | 38      | 2º            | 38            | 6º                   | 30                   | 10º           | 12            | 118    | 4º        |
| Clara Copponi   | Omnium femminile | DNF       | 16      | 9ª            | 7             | 1ª                   | 40                   | 7ª            | 5             | 85     | 8ª        |

Americana
| Atleta                          | Evento              | Punti  | Punti | Posizione |
| Atleta                          | Evento              | Sprint | Giri  | Posizione |
| ------------------------------- | ------------------- | ------ | ----- | --------- |
| Benjamin Thomas Donavan Grondin | Americana maschile  | 40     | 0     | Bronzo    |
| Clara Copponi Marie Le Net      | Americana femminile | 19     | 0     | 5ª        |

### Mountain bike
| Atleta                 | Evento                  | Tempo    | Posizione |
| ---------------------- | ----------------------- | -------- | --------- |
| Victor Koretzky        | Cross-country maschile  | 1h26'00" | 5º        |
| Jordan Sarrou          | Cross-country maschile  | 1h26'50" | 9º        |
| Pauline Ferrand-Prévot | Cross-country femminile | 1h20'18" | 10ª       |
| Loana Lecomte          | Cross-country femminile | 1h18'43" | 6ª        |

### BMX
Corsa
| Atleta          | Evento          | Quarti | Quarti    | Semifinale      | Semifinale      | Finale          | Finale          |
| Atleta          | Evento          | Punti  | Posizione | Punti           | Posizione       | Tempo           | Posizione       |
| --------------- | --------------- | ------ | --------- | --------------- | --------------- | --------------- | --------------- |
| Sylvain André   | Corsa maschile  | 3      | 1º Q      | 11              | 3º Q            | 40"676          | 4º              |
| Joris Daudet    | Corsa maschile  | 3      | 1º Q      | 8               | 3º Q            | DNF             | DNF             |
| Romain Mahieu   | Corsa maschile  | 10     | 3º Q      | 4               | 1º Q            | 41"952          | 6º              |
| Axelle Étienne  | Corsa femminile | 9      | 3ª Q      | 11              | 3ª Q            | 45"853          | 7ª              |
| Manon Valentino | Corsa femminile | 15     | 5ª        | Non qualificata | Non qualificata | Non qualificata | Non qualificata |

Freestyle
| Atleta           | Evento             | Qualificazioni | Qualificazioni | Qualificazioni | Qualificazioni | Finale  | Finale  | Finale   | Finale    |
| Atleta           | Evento             | Prova 1        | Prova 2        | Media          | Posizione      | Prova 1 | Prova 2 | Migliore | Posizione |
| ---------------- | ------------------ | -------------- | -------------- | -------------- | -------------- | ------- | ------- | -------- | --------- |
| Anthony Jeanjean | Freestyle maschile | 83,00          | 86,30          | 84,65          | 4º             | 78,20   | 51,20   | 78,20    | 7º        |

## Equitazione

### Dressage
| Atleta                                           | Cavallo           | Evento      | Grand Prix | Grand Prix | Grand Prix Special | Grand Prix Special | Grand Prix Freestyle | Grand Prix Freestyle | Grand Prix Freestyle | Grand Prix Freestyle |
| Atleta                                           | Cavallo           | Evento      | Punteggio  | Classifica | Punteggio          | Classifica         | Tecnico              | Artistico            | Totale               | Classifica           |
| ------------------------------------------------ | ----------------- | ----------- | ---------- | ---------- | ------------------ | ------------------ | -------------------- | -------------------- | -------------------- | -------------------- |
| Alexandre Ayache                                 | Zo What           | Individuale | 68,929     | 34ª        | N.D.               | N.D.               | Non qualificato      | Non qualificato      | Non qualificato      | Non qualificato      |
| Morgan Barbancon                                 | Sir Donnerhall II | Individuale | 70,543     | 24ª        | N.D.               | N.D.               | Non qualificato      | Non qualificato      | Non qualificato      | Non qualificato      |
| Maxime Collard                                   | Cupido            | Individuale | 69,068     | 33ª        | N.D.               | N.D.               | Non qualificato      | Non qualificato      | Non qualificato      | Non qualificato      |
| Alexandre Ayache Morgan Barbancon Maxime Collard | Vedi sopra        | Squadre     | 6715,0     | 9ª         | Non qualificata    | Non qualificata    | N.D.                 | N.D.                 | N.D.                 | N.D.                 |

### Concorso completo
| Atleta                                          | Cavallo         | Evento      | Dressage | Dressage | Cross-country | Cross-country | Cross-country | Salto ostacoli | Salto ostacoli | Salto ostacoli | Salto ostacoli | Salto ostacoli | Salto ostacoli | Totale   | Totale |
| Atleta                                          | Cavallo         | Evento      | Dressage | Dressage | Cross-country | Cross-country | Cross-country | Qualificazione | Qualificazione | Qualificazione | Finale         | Finale         | Finale         | Totale   | Totale |
| Atleta                                          | Cavallo         | Evento      | Penalità | Pos.     | Penalità      | Totale        | Pos.          | Penalità       | Totale         | Pos.           | Penalità       | Totale         | Pos.           | Penalità | Pos.   |
| ----------------------------------------------- | --------------- | ----------- | -------- | -------- | ------------- | ------------- | ------------- | -------------- | -------------- | -------------- | -------------- | -------------- | -------------- | -------- | ------ |
| Karim Laghouag                                  | Triton Fontaine | Individuale | 32,40    | 26º      | 0,00          | 32,40         | 8º            | 4,00           | 36,40          | 13º            | 8,80           | 45,20          | 12º            | 45,20    | 12º    |
| Christopher Six                                 | Totem de Brecey | Individuale | 29,60    | 13º      | 1,60          | 31,20         | 11º           | 0,00           | 31,20          | 6º             | 4,00           | 35,20          | 7º             | 35,20    | 7º     |
| Nicolas Touzaint                                | Absolut Gold    | Individuale | 33,10    | 32º      | 0,40          | 33,50         | 13º           | 0,40           | 33,90          | 10º            | 0,00           | 33,90          | 6º             | 33,90    | 6º     |
| Karim Laghouag Christopher Six Nicolas Touzaint | Vedi sopra      | Squadre     | 95,10    | 9ª       | 2,00          | 97,10         | 3ª            | 4,40           | 101,50         | 3ª             | N.D.           | N.D.           | N.D.           | 101,50   | Bronzo |

### Salto ostacoli
| Atleta                                             | Cavallo              | Evento      | Qualificazione | Qualificazione | Finale          | Finale          | Jump-off        | Jump-off        |
| Atleta                                             | Cavallo              | Evento      | Penalità       | Pos.           | Penalità        | Pos.            | Penalità        | Pos.            |
| -------------------------------------------------- | -------------------- | ----------- | -------------- | -------------- | --------------- | --------------- | --------------- | --------------- |
| Mathieu Billot                                     | Quel Filou           | Individuale | 7,00           | 43º            | Non qualificato | Non qualificato | Non qualificato | Non qualificato |
| Nicolas Delmotte                                   | Urvoso du Roch       | Individuale | 0,00           | 1º Q           | 5,00            | 12º             | Non qualificato | Non qualificato |
| Pénélope Leprevost                                 | Vancouver de Lanlore | Individuale | 10,00          | 54ª            | Non qualificata | Non qualificata | Non qualificata | Non qualificata |
| Mathieu Billot Nicolas Delmotte Pénélope Leprevost | Vedi sopra           | Squadre     | 15,00          | 6ª Q           | EL              | EL              | Non qualificata | Non qualificata |

## Ginnastica

### Ginnastica artistica

#### Uomini
| Atleta          | Evento               | Qualificazione | Qualificazione | Qualificazione | Qualificazione | Qualificazione | Qualificazione | Qualificazione | Qualificazione | Finale          | Finale          | Finale          | Finale          | Finale          | Finale          | Finale          | Finale          |
| Atleta          | Evento               | Attrezzo       | Attrezzo       | Attrezzo       | Attrezzo       | Attrezzo       | Attrezzo       | Totale         | Pos.           | Attrezzo        | Attrezzo        | Attrezzo        | Attrezzo        | Attrezzo        | Attrezzo        | Totale          | Pos.            |
| Atleta          | Evento               | CL             | C              | A              | V              | P              | S              | Totale         | Pos.           | CL              | C               | A               | V               | P               | S               | Totale          | Pos.            |
| --------------- | -------------------- | -------------- | -------------- | -------------- | -------------- | -------------- | -------------- | -------------- | -------------- | --------------- | --------------- | --------------- | --------------- | --------------- | --------------- | --------------- | --------------- |
| Samir Aït Saïd  | Anelli               | N.D.           | N.D.           | 15.066         | N.D.           | N.D.           | N.D.           | N.D.           | 3º Q           | N.D.            | N.D.            | 14.900          | N.D.            | N.D.            | N.D.            | N.D.            | 4º              |
| Loris Frasca    | Concorso individuale | 13.700         | 13.766         | 13.100         | 13.366         | 13.433         | 12.833         | 80.332         | 44º            | Non qualificato | Non qualificato | Non qualificato | Non qualificato | Non qualificato | Non qualificato | Non qualificato | Non qualificato |
| Cyril Tommasone | Cavallo              | N.D.           | 13.100         | N.D.           | N.D.           | N.D.           | N.D.           | N.D.           | 43º            | Non qualificato | Non qualificato | Non qualificato | Non qualificato | Non qualificato | Non qualificato | Non qualificato | Non qualificato |

#### Donne
| Atleta                      | Evento               | Qualificazione                               | Qualificazione                               | Qualificazione                               | Qualificazione                               | Qualificazione                               | Qualificazione                               | Finale   | Finale   | Finale   | Finale   | Finale  | Finale |
| Atleta                      | Evento               | Attrezzo                                     | Attrezzo                                     | Attrezzo                                     | Attrezzo                                     | Totale                                       | Pos.                                         | Attrezzo | Attrezzo | Attrezzo | Attrezzo | Totale  | Pos.   |
| Atleta                      | Evento               | CL                                           | V                                            | T                                            | P                                            | Totale                                       | Pos.                                         | CL       | V        | T        | P        | Totale  | Pos.   |
| --------------------------- | -------------------- | -------------------------------------------- | -------------------------------------------- | -------------------------------------------- | -------------------------------------------- | -------------------------------------------- | -------------------------------------------- | -------- | -------- | -------- | -------- | ------- | ------ |
| Marine Boyer                | Concorso a squadre   | 12.733                                       | 13.733                                       | 13.466                                       | 10.400                                       | 50.332                                       | 60ª                                          | 13.000   | N.D.     | 12.066   | N.D.     | N.D.    | N.D.   |
| Mélanie de Jesus dos Santos | Concorso a squadre   | 13.166                                       | 14.466                                       | 13.233                                       | 14.566                                       | 55.431                                       | 10ª Q                                        | 13.700   | 14.500   | 13.566   | 14.200   | N.D.    | N.D.   |
| Aline Friess                | Concorso a squadre   | 12.500                                       | 14.966                                       | 12.500                                       | 13.666                                       | 53.632                                       | 25ª                                          | N.D.     | 14.900   | N.D.     | 13.733   | N.D.    | N.D.   |
| Carolann Héduit             | Concorso a squadre   | 12.900                                       | 14.233                                       | 13.200                                       | 13.966                                       | 54.299                                       | 18ª Q                                        | 13.100   | 14.200   | 12.833   | 13.466   | N.D.    | N.D.   |
| Totale squadra              | Concorso a squadre   | 38.799                                       | 43.665                                       | 39.899                                       | 42.198                                       | 164.561                                      | 4ª Q                                         | 39.800   | 43.600   | 38.465   | 41.399   | 163.264 | 4ª     |
| Mélanie de Jesus dos Santos | Concorso individuale | Vedi sopra qualificazioni concorso a squadre | Vedi sopra qualificazioni concorso a squadre | Vedi sopra qualificazioni concorso a squadre | Vedi sopra qualificazioni concorso a squadre | Vedi sopra qualificazioni concorso a squadre | Vedi sopra qualificazioni concorso a squadre | 13.333   | 14.366   | 12.166   | 13.833   | 53.698  | 11ª    |
| Carolann Héduit             | Concorso individuale | Vedi sopra qualificazioni concorso a squadre | Vedi sopra qualificazioni concorso a squadre | Vedi sopra qualificazioni concorso a squadre | Vedi sopra qualificazioni concorso a squadre | Vedi sopra qualificazioni concorso a squadre | Vedi sopra qualificazioni concorso a squadre | 13.033   | 14.400   | 12.566   | 13.566   | 53.565  | 12ª    |

### Trampolino elastico
| Atleta        | Evento               | Qualificazione | Qualificazione | Finale          | Finale          |
| Atleta        | Evento               | Punti          | Posizione      | Punti           | Posizione       |
| ------------- | -------------------- | -------------- | -------------- | --------------- | --------------- |
| Allan Morante | Trampolino maschile  | 21.080         | 16º            | Non qualificato | Non qualificato |
| Léa Labrousse | Trampolino femminile | 68.085         | 12ª            | Non qualificata | Non qualificata |

## Golf
| Atleta           | Torneo    | Round 1   | Round 2   | Round 3   | Round 4   | Totale    | Totale | Totale    |
| Atleta           | Torneo    | Punteggio | Punteggio | Punteggio | Punteggio | Punteggio | Par    | Posizione |
| ---------------- | --------- | --------- | --------- | --------- | --------- | --------- | ------ | --------- |
| Romain Langasque | Maschile  | 69        | 70        | 69        | 69        | 277       | −7     | 35º       |
| Antoine Rozner   | Maschile  | 68        | 69        | 73        | 70        | 280       | −4     | 45º       |
| Céline Boutier   | Femminile | 73        | 68        | 72        | 69        | 282       | −2     | 34ª       |
| Perrine Delacour | Femminile | 70        | 70        | 69        | 71        | 280       | −4     | 29ª       |

## Judo

### Uomini
| Atleta           | Evento  | Preliminari          | 16-esimi                  | Ottavi               | Quarti               | Semifinali           | Ripescaggio          | Finale / FB          | Pos.            |
| Atleta           | Evento  | Avversario Punteggio | Avversario Punteggio      | Avversario Punteggio | Avversario Punteggio | Avversario Punteggio | Avversario Punteggio | Avversario Punteggio | Pos.            |
| ---------------- | ------- | -------------------- | ------------------------- | -------------------- | -------------------- | -------------------- | -------------------- | -------------------- | --------------- |
| Luka Mkheidze    | 60 kg   | N.D.                 | Bye                       | Garrigós V 100–002   | Lesiuk V 100–000     | Yang P 002–101       | Bye                  | Kim V 101–002        |                 |
| Kilian Le Blouch | 66 kg   | N.D.                 | Alhassane V 101–003       | Abe P 002–100        | Non qualificato      | Non qualificato      | Non qualificato      | Non qualificato      | Non qualificato |
| Guillaume Chaine | 73 kg   | Barbosa V 101–002    | Shavdatuashvili P 010–001 | Non qualificato      | Non qualificato      | Non qualificato      | Non qualificato      | Non qualificato      | Non qualificato |
| Axel Clerget     | 90 kg   | Bye                  | Ustopiriyon V 100–002     | van 't End P 000–011 | Non qualificato      | Non qualificato      | Non qualificato      | Non qualificato      | Non qualificato |
| Alexandre Iddir  | 100 kg  | N.D.                 | Kotsoiev P 001–011        | Non qualificato      | Non qualificato      | Non qualificato      | Non qualificato      | Non qualificato      | Non qualificato |
| Teddy Riner      | +100 kg | N.D.                 | Hegyi V 100–001           | Sasson V 010–000     | Bašaev P 001–012     | Non qualificato      | Silva V 110–000      | Harasawa V 101–003   |                 |

### Donne
| Atleta               | Evento | 16-esimi             | Ottavi                      | Quarti                   | Semifinali                  | Ripescaggio          | Finale               | Pos.            |
| Atleta               | Evento | Avversario Punteggio | Avversario Punteggio        | Avversario Punteggio     | Avversario Punteggio        | Avversario Punteggio | Avversario Punteggio | Pos.            |
| -------------------- | ------ | -------------------- | --------------------------- | ------------------------ | --------------------------- | -------------------- | -------------------- | --------------- |
| Shirine Boukli       | 48 kg  | Nikolić P 003–100    | Non qualificato             | Non qualificato          | Non qualificato             | Non qualificato      | Non qualificato      | Non qualificato |
| Amandine Buchard     | 52 kg  | Bye                  | Levytska-Shukvani V 110–001 | Park V 100–000           | Kocher V 100–000            | Bye                  | Abe P 000–101        |                 |
| Sarah-Léonie Cysique | 57 kg  | Bye                  | Kim V 010–002               | Lip'art'eliani V 100–010 | Klimkait V 102–003          | Bye                  | Gjakova P 000–101    |                 |
| Clarisse Agbegnenou  | 63 kg  | Bye                  | Billiet V 010–000           | Franssen V 001–000       | Beauchemin-Pinard V 001–000 | Bye                  | Trstenjak V 001–000  |                 |
| Margaux Pinot        | 70 kg  | Bye                  | Teltsidou P 003–101         | Non qualificata          | Non qualificata             | Non qualificata      | Non qualificata      | Non qualificata |
| Madeleine Malonga    | 78 kg  | Bye                  | Graf V 110–000              | Antomarchi V 112–012     | Yoon V 100–003              | Bye                  | Hamada P 000–100     |                 |
| Romane Dicko         | +78 kg | Bye                  | Jablonskytė V 100–000       | Suelen V 110–000         | Ortiz P 001–010             | Bye                  | Sayıt V 100–000      |                 |

### Misto
| Atleta | Evento        | Ottavi               | Quarti               | Semifinali           | Ripescaggio          | Finale               | Pos. |
| Atleta | Evento        | Avversario Punteggio | Avversario Punteggio | Avversario Punteggio | Avversario Punteggio | Avversario Punteggio | Pos. |
| --- | ------------- | -------------------- | -------------------- | -------------------- | -------------------- | -------------------- | ---- |
| Amandine Buchard Sarah-Léonie Cysique Clarisse Agbegnenou Margaux Pinot Madeleine Malonga Romane Dicko Guillaume Chaine Axel Clerget Teddy Riner | Squadre miste | Bye                  | Israele V 4–3        | Paesi Bassi V 4–0    | Bye                  | Giappone V 4–1       |      |

## Karate
Kumite
| Atleta          | Evento          | Girone               | Girone               | Girone               | Girone               | Girone | Semifinali           | Finale               | Pos.            |
| Atleta          | Evento          | Avversario Punteggio | Avversario Punteggio | Avversario Punteggio | Avversario Punteggio | Pos.   | Avversario Punteggio | Avversario Punteggio | Pos.            |
| --------------- | --------------- | -------------------- | -------------------- | -------------------- | -------------------- | ------ | -------------------- | -------------------- | --------------- |
| Steven Da Costa | 67 kg maschile  | Derafshipour V 4–0   | Al-Masatfa P 4–7     | Kalniņš V 11–2       | Madera V 2–0         | 2º Q   | Assadilov V 5–2      | Şamdan V 2–0         |                 |
| Leïla Heurtault | 61 kg femminile | Garcés P 0–8         | Someya P 3–6         | Yin P 0–1            | Çoban V 2–0          | 5ª     | Non qualificata      | Non qualificata      | Non qualificata |

Kata
| Atleta            | Evento         | Round eliminatorio | Round eliminatorio | Ranking round   | Ranking round   | Finale               | Pos.            |
| Atleta            | Evento         | Punteggio          | Posizione          | Punteggio       | Posizione       | Avversario Punteggio | Pos.            |
| ----------------- | -------------- | ------------------ | ------------------ | --------------- | --------------- | -------------------- | --------------- |
| Alexandra Feracci | Kata femminile | 24,40              | 4ª                 | Non qualificata | Non qualificata | Non qualificata      | Non qualificata |

## Lotta
| Atleta           | Evento                 | Ottavi               | Quarti               | Semifinali           | Ripescaggio          | Finale               | Pos. |
| Atleta           | Evento                 | Avversario Risultato | Avversario Risultato | Avversario Risultato | Avversario Risultato | Avversario Risultato | Pos. |
| ---------------- | ---------------------- | -------------------- | -------------------- | -------------------- | -------------------- | -------------------- | ---- |
| Mathilde Rivière | Libera 57 kg femminile | Khongorzul P 0–5     | Non qualificata      | Non qualificata      | Non qualificata      | Non qualificata      | 14ª  |
| Koumba Larroque  | Libera 68 kg femminile | Battsetseg P 0–5     | Non qualificata      | Non qualificata      | Non qualificata      | Non qualificata      | 13ª  |

## Nuoto

### Uomini
| Atleta                                                                       | Evento               | Batterie | Batterie  | Semifinali      | Semifinali      | Finale          | Finale          |
| Atleta                                                                       | Evento               | Tempo    | Posizione | Tempo           | Posizione       | Tempo           | Posizione       |
| ---------------------------------------------------------------------------- | -------------------- | -------- | --------- | --------------- | --------------- | --------------- | --------------- |
| Maxime Grousset                                                              | 50 m stile libero    | 21"97    | 15º Q     | 21"87           | 12º             | Non qualificato | Non qualificato |
| Florent Manaudou                                                             | 50 m stile libero    | 21"65    | 2º Q      | 21"53           | 2º Q            | 21"55           |                 |
| Maxime Grousset                                                              | 100 m stile libero   | 48"25    | 12º Q     | 47"82           | 8º Q            | 47"72           | 4º              |
| Mehdy Metella                                                                | 100 m stile libero   | 48"68    | 23º       | Non qualificato | Non qualificato | Non qualificato | Non qualificato |
| Jonathan Atsu                                                                | 200 m stile libero   | 1'47"75  | 28º       | Non qualificato | Non qualificato | Non qualificato | Non qualificato |
| Jordan Pothain                                                               | 200 m stile libero   | 1'46"75  | 20º       | Non qualificato | Non qualificato | Non qualificato | Non qualificato |
| David Aubry                                                                  | 400 m stile libero   | 3'55"01  | 28º       | N.D.            | N.D.            | Non qualificato | Non qualificato |
| David Aubry                                                                  | 800 m stile libero   | 8'00"16  | 29º       | N.D.            | N.D.            | Non qualificato | Non qualificato |
| Yohann Ndoye Brouard                                                         | 100 m dorso          | 53"13    | 6º Q      | DSQ             | DSQ             | Non qualificato | Non qualificato |
| Mewen Tomac                                                                  | 100 m dorso          | 53"49    | 10º Q     | 53"62           | 14º             | Non qualificato | Non qualificato |
| Yohann Ndoye Brouard                                                         | 200 m dorso          | 1'57"96  | 17º Q     | 1'56"83         | 9º              | Non qualificato | Non qualificato |
| Mewen Tomac                                                                  | 200 m dorso          | 1'59"02  | 25º       | Non qualificato | Non qualificato | Non qualificato | Non qualificato |
| Théo Bussière                                                                | 100 m rana           | 1'00"75  | 33º       | Non qualificato | Non qualificato | Non qualificato | Non qualificato |
| Antoine Viquerat                                                             | 200 m rana           | 2'09"54  | 12º Q     | 2'09"97         | 12º             | Non qualificato | Non qualificato |
| Mehdy Metella                                                                | 100 m farfalla       | 51"53    | 10º Q     | 51"32           | 9º              | Non qualificato | Non qualificato |
| Léon Marchand                                                                | 200 m farfalla       | 1'55"85  | 15º Q     | 1'55"68         | 14º             | Non qualificato | Non qualificato |
| Léon Marchand                                                                | 200 m misti          | 1'58"30  | 18º       | Non qualificato | Non qualificato | Non qualificato | Non qualificato |
| Léon Marchand                                                                | 400 m misti          | 4'10"09  | 7º Q      | N.D.            | N.D.            | 4'11"16         | 6º              |
| Maxime Grousset Florent Manaudou Mehdy Metella Clément Mignon Charles Rihoux | 4×100 m stile libero | 3'12"35  | 4ª        | N.D.            | N.D.            | 3'11"09         | 6ª              |
| Jonathan Atsu Jordan Pothain Hadrien Salvan Enzo Tesic                       | 4×200 m stile libero | 7'08"88  | 11ª       | N.D.            | N.D.            | Non qualificata | Non qualificata |
| Théo Bussière Maxime Grousset Yohann Ndoye Brouard Mewen Tomac               | 4×100 m misti        | 3'33"41  | 10ª       | N.D.            | N.D.            | Non qualificata | Non qualificata |
| David Aubry                                                                  | Maratona 10 km       | N.D.     | N.D.      | N.D.            | N.D.            | DNF             | DNF             |
| Marc-Antoine Olivier                                                         | Maratona 10 km       | N.D.     | N.D.      | N.D.            | N.D.            | 1h50'23"0       | 6º              |

### Donne
| Atleta                                                                        | Evento               | Batterie | Batterie  | Semifinali      | Semifinali      | Finale          | Finale          |
| Atleta                                                                        | Evento               | Tempo    | Posizione | Tempo           | Posizione       | Tempo           | Posizione       |
| ----------------------------------------------------------------------------- | -------------------- | -------- | --------- | --------------- | --------------- | --------------- | --------------- |
| Mélanie Henique                                                               | 50 m stile libero    | 24"69    | 14ª Q     | 24"63           | 11ª             | Non qualificata | Non qualificata |
| Marie Wattel                                                                  | 50 m stile libero    | 24"82    | 18ª Q     | 24"76           | 14ª             | Non qualificata | Non qualificata |
| Charlotte Bonnet                                                              | 100 m stile libero   | 53"67    | 15ª Q     | 54"10           | 15ª             | Non qualificata | Non qualificata |
| Marie Wattel                                                                  | 100 m stile libero   | 53"71    | 16ª Q     | 53"12           | 9ª              | Non qualificata | Non qualificata |
| Charlotte Bonnet                                                              | 200 m stile libero   | 1'56"88  | 10ª Q     | 1'57"35         | 13ª             | Non qualificata | Non qualificata |
| Béryl Gastaldello                                                             | 100 m dorso          | 1'00"69  | 23ª       | Non qualificata | Non qualificata | Non qualificata | Non qualificata |
| Marie Wattel                                                                  | 100 m farfalla       | 57"08    | 8ª Q      | 56"16           | 2ª Q            | 56"27           | 6ª              |
| Cyrielle Duhamel                                                              | 200 m misti          | 2'11"11  | 11ª Q     | 2'10"84         | 11ª             | Non qualificata | Non qualificata |
| Fantine Lesaffre                                                              | 200 m misti          | 2'14"20  | 21ª       | Non qualificata | Non qualificata | Non qualificata | Non qualificata |
| Fantine Lesaffre                                                              | 400 m misti          | 4'41"98  | 13ª       | N.D.            | N.D.            | Non qualificata | Non qualificata |
| Charlotte Bonnet Margaux Fabre Béryl Gastaldello Anouchka Martin Marie Wattel | 4×100 m stile libero | 3'36"61  | 10ª       | N.D.            | N.D.            | Non qualificata | Non qualificata |
| Charlotte Bonnet Margaux Fabre Lucile Tessariol Assia Touati                  | 4×200 m stile libero | 7'55"05  | 7ª Q      | N.D.            | N.D.            | 7'58"15         | 8ª              |
| Lara Grangeon                                                                 | Maratona 10 km       | N.D.     | N.D.      | N.D.            | N.D.            | 2h00'57"3       | 9ª              |

## Nuoto artistico
| Atleta                          | Evento | Programma tecnico | Programma tecnico | Programma libero (preliminari) | Programma libero (preliminari) | Programma libero (preliminari) | Programma libero (finale) | Programma libero (finale) | Programma libero (finale) |
| Atleta                          | Evento | Punti             | Classifica        | Punti                          | Punti totali                   | Classifica                     | Punti                     | Punti totali              | Classifica                |
| ------------------------------- | ------ | ----------------- | ----------------- | ------------------------------ | ------------------------------ | ------------------------------ | ------------------------- | ------------------------- | ------------------------- |
| Charlotte Tremble Laura Tremble | Duo    | 87,3474           | 8ª                | 88,5667                        | 175,9141                       | 8ª Q                           | 89,6333                   | 176,9807                  | 8ª                        |

## Pallacanestro
| Squadra             | Torneo    | Girone               | Girone               | Girone               | Girone | Quarti               | Semifinali           | Finale / FB          | Pos. |
| Squadra             | Torneo    | Avversario Punteggio | Avversario Punteggio | Avversario Punteggio | Pos.   | Avversario Punteggio | Avversario Punteggio | Avversario Punteggio | Pos. |
| ------------------- | --------- | -------------------- | -------------------- | -------------------- | ------ | -------------------- | -------------------- | -------------------- | ---- |
| Nazionale maschile  | Maschile  | Stati Uniti V 83–76  | Rep. Ceca V 97–77    | Iran V 79–62         | 1ª Q   | Italia V 84–75       | Slovenia V 90–89     | Stati Uniti P 82–87  |      |
| Nazionale femminile | Femminile | Giappone P 70–74     | Nigeria V 87–62      | Stati Uniti P 82–93  | 3ª q   | Spagna V 67–64       | Giappone P 71–87     | Serbia V 91–76       |      |

### Pallacanestro 3x3
| Squadra             | Torneo        | Girone               | Girone               | Girone               | Girone               | Girone               | Girone               | Girone               | Girone | Quarti               | Semifinali           | Finale / FB          | Pos. |
| Squadra             | Torneo        | Avversario Punteggio | Avversario Punteggio | Avversario Punteggio | Avversario Punteggio | Avversario Punteggio | Avversario Punteggio | Avversario Punteggio | Pos.   | Avversario Punteggio | Avversario Punteggio | Avversario Punteggio | Pos. |
| ------------------- | ------------- | -------------------- | -------------------- | -------------------- | -------------------- | -------------------- | -------------------- | -------------------- | ------ | -------------------- | -------------------- | -------------------- | ---- |
| Nazionale femminile | 3x3 femminile | Stati Uniti P 10–17  | Italia V 19–16       | Giappone P 15–19     | Cina P 13–20         | Mongolia V 22–18     | ROC V 17–14          | Romania V 22–12      | 5ª Q   | Giappone V 16–14     | Stati Uniti P 16–18  | Cina P 14–16         | 4ª   |

## Pallamano
| Squadra             | Torneo    | Girone               | Girone               | Girone               | Girone               | Girone               | Girone | Quarti               | Semifinali           | Finale               | Pos. |
| Squadra             | Torneo    | Avversario Punteggio | Avversario Punteggio | Avversario Punteggio | Avversario Punteggio | Avversario Punteggio | Pos.   | Avversario Punteggio | Avversario Punteggio | Avversario Punteggio | Pos. |
| ------------------- | --------- | -------------------- | -------------------- | -------------------- | -------------------- | -------------------- | ------ | -------------------- | -------------------- | -------------------- | ---- |
| Nazionale maschile  | Maschile  | Argentina V 33–27    | Brasile V 34–29      | Germania V 30–29     | Spagna V 36–31       | Norvegia P 29–32     | 1ª Q   | Bahrein V 42–28      | Egitto V 27–23       | Danimarca V 25–23    |      |
| Nazionale femminile | Femminile | Ungheria V 30–29     | Spagna P 25–28       | Svezia N 28–28       | ROC P 27–28          | Brasile V 29–22      | 3ª Q   | Paesi Bassi V 32–22  | Svezia V 29–27       | ROC V 30–25          |      |

## Pallavolo
| Squadra                           | Torneo   | Girone               | Girone               | Girone               | Girone               | Girone               | Girone | Quarti               | Semifinali           | Finale               | Pos. |
| Squadra                           | Torneo   | Avversario Punteggio | Avversario Punteggio | Avversario Punteggio | Avversario Punteggio | Avversario Punteggio | Pos.   | Avversario Punteggio | Avversario Punteggio | Avversario Punteggio | Pos. |
| --------------------------------- | -------- | -------------------- | -------------------- | -------------------- | -------------------- | -------------------- | ------ | -------------------- | -------------------- | -------------------- | ---- |
| Nazionale maschile (Convocazioni) | Maschile | Stati Uniti P 0–3    | Tunisia V 3–0        | Argentina P 2–3      | ROC V 3–1            | Brasile P 2–3        | 4ª Q   | Polonia V 3–2        | Argentina V 3–0      | ROC V 3–2            |      |

## Pentathlon moderno
| Atleta          | Evento         | Scherma   | Scherma | Scherma | Nuoto   | Nuoto | Nuoto | Equitazione | Equitazione | Equitazione | Combinato (corsa e pistola) | Combinato (corsa e pistola) | Combinato (corsa e pistola) | Totale | Posizione finale |
| Atleta          | Evento         | Risultati | Pos.    | Punti   | Tempo   | Pos.  | Punti | Penalità    | Pos.        | Punti       | Tempo                       | Pos.                        | Punti                       | Totale | Posizione finale |
| --------------- | -------------- | --------- | ------- | ------- | ------- | ----- | ----- | ----------- | ----------- | ----------- | --------------------------- | --------------------------- | --------------------------- | ------ | ---------------- |
| Valentin Belaud | Gara maschile  | 18+4      | 13º     | 212     | 2'04"13 | 23º   | 302   | 7,00        | 9º          | 293         | 11'05"74                    | 9º                          | 635                         | 1442   | 11º              |
| Valentin Prades | Gara maschile  | 19+3      | 11º     | 217     | 2'00"73 | 23º   | 309   | 30,00       | 26º         | 270         | 10'38"89                    | 3º                          | 662                         | 1458   | 7º               |
| Élodie Clouvel  | Gara femminile | 16+0      | 24ª     | 196     | 2'07"51 | 3ª    | 295   | 7,00        | 12ª         | 293         | 12'17"78                    | 10ª                         | 563                         | 1347   | 6ª               |
| Marie Oteiza    | Gara femminile | 19+1      | 13ª     | 215     | 2'10"15 | 7ª    | 290   | 7,00        | 13ª         | 293         | 12'44"75                    | 19ª                         | 536                         | 1334   | 10ª              |

## Pugilato
| Atleta            | Evento                     | 16-esimi             | Ottavi               | Quarti               | Semifinali           | Finale               | Pos.            |
| Atleta            | Evento                     | Avversario Punteggio | Avversario Punteggio | Avversario Punteggio | Avversario Punteggio | Avversario Punteggio | Pos.            |
| ----------------- | -------------------------- | -------------------- | -------------------- | -------------------- | -------------------- | -------------------- | --------------- |
| Billal Bennama    | Pesi mosca maschile        | N.D.                 | Bibossinov P 0–5     | Non qualificato      | Non qualificato      | Non qualificato      | Non qualificato |
| Samuel Kistohurry | Pesi piuma maschile        | Ragan P 2–3          | Non qualificato      | Non qualificato      | Non qualificato      | Non qualificato      | Non qualificato |
| Sofiane Oumiha    | Pesi leggeri maschile      | N.D.                 | Davis P RSC          | Non qualificato      | Non qualificato      | Non qualificato      | Non qualificato |
| Mourad Aliev      | Pesi supermassimi maschile | N.D.                 | Zukhurov V 5–0       | Clarke P DSQ         | Non qualificato      | Non qualificato      | Non qualificato |
| Maïva Hamadouche  | Pesi leggeri femminile     | Potkonen P 1–3       | Non qualificata      | Non qualificata      | Non qualificata      | Non qualificata      | Non qualificata |

## Rugby a 7
| Squadra             | Torneo    | Girone               | Girone               | Girone               | Girone | Quarti               | Semifinale            | Finale                | Pos. |
| Squadra             | Torneo    | Avversario Punteggio | Avversario Punteggio | Avversario Punteggio | Pos.   | Avversario Punteggio | Avversario Punteggio  | Avversario Punteggio  | Pos. |
| ------------------- | --------- | -------------------- | -------------------- | -------------------- | ------ | -------------------- | --------------------- | --------------------- | ---- |
| Nazionale femminile | Femminile | Figi V 12–5          | Brasile V 40–5       | Canada V 31–0        | 1ª Q   | Cina V 24–10         | Gran Bretagna V 26–19 | Nuova Zelanda P 12–26 |      |

## Scherma

### Uomini
| Atleta                                                       | Evento               | 32-esimi             | 16-esimi             | Ottavi               | Quarti               | Semifinali                              | Finale                          | Pos.            |
| Atleta                                                       | Evento               | Avversario Punteggio | Avversario Punteggio | Avversario Punteggio | Avversario Punteggio | Avversario Punteggio                    | Avversario Punteggio            | Pos.            |
| ------------------------------------------------------------ | -------------------- | -------------------- | -------------------- | -------------------- | -------------------- | --------------------------------------- | ------------------------------- | --------------- |
| Alexandre Bardenet                                           | Spada individuale    | Bye                  | McDowald V 15–12     | Santarelli P 11–15   | Non qualificato      | Non qualificato                         | Non qualificato                 | Non qualificato |
| Yannick Borel                                                | Spada individuale    | Bye                  | Elsayed P 11–15      | Non qualificato      | Non qualificato      | Non qualificato                         | Non qualificato                 | Non qualificato |
| Romain Cannone                                               | Spada individuale    | Bye                  | Limardo V 15–12      | Verwijlen V 15–11    | Bida V 15–12         | Rejzlin V 15–10                         | Siklósi V 15–10                 |                 |
| Alexandre Bardenet Yannick Borel Romain Cannone Ronan Gustin | Spada a squadre      | N.D.                 | N.D.                 | Bye                  | Giappone P 44–45     | Semifinale 5º/8º posto Svizzera V 45–37 | Finale 5º posto Ucraina V 45–39 | 5ª              |
| Enzo Lefort                                                  | Fioretto individuale | Bye                  | Cervantes V 15–11    | Saito V 15–4         | Garozzo P 10–15      | Non qualificato                         | Non qualificato                 | Non qualificato |
| Julien Mertine                                               | Fioretto individuale | Bye                  | Cheung P 12–15       | Non qualificato      | Non qualificato      | Non qualificato                         | Non qualificato                 | Non qualificato |
| Maxime Pauty                                                 | Fioretto individuale | N.D.                 | Matsuyama P 7–15     | Non qualificato      | Non qualificato      | Non qualificato                         | Non qualificato                 | Non qualificato |
| Erwann Le Péchoux Enzo Lefort Julien Mertine Maxime Pauty    | Fioretto a squadre   | N.D.                 | N.D.                 | Bye                  | Egitto V 45–34       | Giappone V 45–42                        | ROC V 45–28                     |                 |
| Boladé Apithy                                                | Sciabola individuale | Bye                  | Rahbari P 13–15      | Non qualificato      | Non qualificato      | Non qualificato                         | Non qualificato                 | Non qualificato |

### Donne
| Atleta                                                    | Evento               | 32-esimi             | 16-esimi             | Ottavi                | Quarti               | Semifinali           | Finale               | Pos.            |
| Atleta                                                    | Evento               | Avversario Punteggio | Avversario Punteggio | Avversario Punteggio  | Avversario Punteggio | Avversario Punteggio | Avversario Punteggio | Pos.            |
| --------------------------------------------------------- | -------------------- | -------------------- | -------------------- | --------------------- | -------------------- | -------------------- | -------------------- | --------------- |
| Coraline Vitalis                                          | Spada individuale    | Bye                  | Beljajeva P 5–15     | Non qualificata       | Non qualificata      | Non qualificata      | Non qualificata      | Non qualificata |
| Anita Blaze                                               | Fioretto individuale | Bye                  | Guo P 12–15          | Non qualificata       | Non qualificata      | Non qualificata      | Non qualificata      | Non qualificata |
| Pauline Ranvier                                           | Fioretto individuale | Bye                  | Harvey P 9–15        | Non qualificata       | Non qualificata      | Non qualificata      | Non qualificata      | Non qualificata |
| Ysaora Thibus                                             | Fioretto individuale | Bye                  | Pásztor V 15–13      | Korobejnikova P 12–15 | Non qualificata      | Non qualificata      | Non qualificata      | Non qualificata |
| Anita Blaze Astrid Guyart Pauline Ranvier Ysaora Thibus   | Fioretto a squadre   | N.D.                 | N.D.                 | N.D.                  | Canada V 45–29       | Italia V 45–43       | ROC P 34–45          |                 |
| Cécilia Berder                                            | Sciabola individuale | Bye                  | Choi P 11–15         | Non qualificata       | Non qualificata      | Non qualificata      | Non qualificata      | Non qualificata |
| Manon Brunet                                              | Sciabola individuale | Bye                  | Bhavani Devi V 15–7  | Emura V 15–12         | Nikitina V 15–5      | Pozdnjakova P 10–15  | Márton V 15–6        |                 |
| Charlotte Lembach                                         | Sciabola individuale | Bye                  | Vecchi P 11–15       | Non qualificata       | Non qualificata      | Non qualificata      | Non qualificata      | Non qualificata |
| Sara Balzer Cécilia Berder Manon Brunet Charlotte Lembach | Sciabola a squadre   | N.D.                 | N.D.                 | Bye                   | Stati Uniti V 45–30  | Italia V 45–39       | ROC P 41–45          |                 |

## Skateboard
| Atleta              | Evento           | Qualificazione | Qualificazione | Finale          | Finale          |
| Atleta              | Evento           | Punteggio      | Pos.           | Punteggio       | Pos.            |
| ------------------- | ---------------- | -------------- | -------------- | --------------- | --------------- |
| Vincent Matheron    | Park maschile    | 74,07          | 7º Q           | 42,33           | 7º              |
| Madeleine Larcheron | Park femminile   | 32,34          | 13ª            | Non qualificata | Non qualificata |
| Aurélien Giraud     | Street maschile  | 35,88          | 1º Q           | 29,09           | 6º              |
| Vincent Milou       | Street maschile  | 34,36          | 5º Q           | 34,14           | 4º              |
| Charlotte Hym       | Street femminile | 5,34           | 17ª            | Non qualificata | Non qualificata |

## Sollevamento pesi
| Atleta                | Evento          | Strappo   | Strappo    | Slancio   | Slancio    | Totale | Classifica |
| Atleta                | Evento          | Risultato | Classifica | Risultato | Classifica | Totale | Classifica |
| --------------------- | --------------- | --------- | ---------- | --------- | ---------- | ------ | ---------- |
| Bernardin Matam       | 67 kg maschile  | 135       | 8ª         | 172       | DNF        | 135    | DNF        |
| Anaïs Michel          | 49 kg femminile | 78        | 9ª         | 99        | 5ª         | 177    | 7ª         |
| Dora Tchakounté       | 59 kg femminile | 96        | 2ª         | 117       | 4ª         | 213    | 4ª         |
| Gaëlle Nayo-Ketchanke | 87 kg femminile | 108       | 6ª         | 139       | 5ª         | 247    | 5ª         |

## Surf
| Atleta        | Evento               | Round 1   | Round 1 | Round 2   | Round 2 | Round 3                  | Quarti               | Semifinale           | Finale               | Pos.            |
| Atleta        | Evento               | Punteggio | Pos.    | Punteggio | Pos.    | Avversario Risultato     | Avversario Risultato | Avversario Risultato | Avversario Risultato | Pos.            |
| ------------- | -------------------- | --------- | ------- | --------- | ------- | ------------------------ | -------------------- | -------------------- | -------------------- | --------------- |
| Michel Bourez | Shortboard maschile  | 10,10     | 2ª R3   | Bye       | Bye     | Boukhiam V 12,43–9,40    | Medina P 13,66–15,33 | Non qualificato      | Non qualificato      | Non qualificato |
| Jérémy Florès | Shortboard maschile  | 7,63      | 4ª R2   | 11,37     | 2ª R3   | Wright P 12,90–15,00     | Non qualificato      | Non qualificato      | Non qualificato      | Non qualificato |
| Pauline Ado   | Shortboard femminile | 9,17      | 3ª R2   | 9,66      | 2ª R3   | Fitzgibbons P 9,03–10,86 | Non qualificata      | Non qualificata      | Non qualificata      | Non qualificata |
| Johanne Defay | Shortboard femminile | 10,60     | 2ª R3   | Bye       | Bye     | Hopkins P 9,40–10,84     | Non qualificata      | Non qualificata      | Non qualificata      | Non qualificata |

## Taekwondo
| Atleta           | Evento           | Ottavi               | Quarti               | Semifinali           | Ripescaggio          | Finale / FB          | Pos.            |
| Atleta           | Evento           | Avversario Punteggio | Avversario Punteggio | Avversario Punteggio | Avversario Punteggio | Avversario Punteggio | Pos.            |
| ---------------- | ---------------- | -------------------- | -------------------- | -------------------- | -------------------- | -------------------- | --------------- |
| Magda Wiet-Hénin | 67 kg femminile  | Malak P 10–11        | Non qualificata      | Non qualificata      | Non qualificata      | Non qualificata      | Non qualificata |
| Althéa Laurin    | +67 kg femminile | Acosta V 21–3        | Zheng V 14–6         | Mandić P 5–7         | Bye                  | Traoré V 17–8        |                 |

## Tennis

### Singolare
| Atleta              | Evento              | 32-esimi                    | 16-esimi                        | Ottavi                         | Quarti                        | Semifinali           | Finale               | Pos.            |
| Atleta              | Evento              | Avversario Punteggio        | Avversario Punteggio            | Avversario Punteggio           | Avversario Punteggio          | Avversario Punteggio | Avversario Punteggio | Pos.            |
| ------------------- | ------------------- | --------------------------- | ------------------------------- | ------------------------------ | ----------------------------- | -------------------- | -------------------- | --------------- |
| Jérémy Chardy       | Singolare maschile  | Barrios V (6–1, 7–6(4))     | Karacev V (7–5, 4–6, 6–3)       | Broady V (7–6(3), 4–6, 6–1)    | Zverev P (4–6, 1–6)           | Non qualificato      | Non qualificato      | Non qualificato |
| Ugo Humbert         | Singolare maschile  | Andújar V (7–6(3), 6–1)     | Kecmanović V (4–6, 7–6(5), 7–5) | Tsitsipas V (2–6, 7–6(4), 6–2) | Chačanov P (6(4)–7, 6–4, 3–6) | Non qualificato      | Non qualificato      | Non qualificato |
| Gaël Monfils        | Singolare maschile  | Ivaška P (4–6, 6–4, 5–7)    | Non qualificato                 | Non qualificato                | Non qualificato               | Non qualificato      | Non qualificato      | Non qualificato |
| Gilles Simon        | Singolare maschile  | Herasimaŭ P (6–4, 3–6, 4–6) | Non qualificato                 | Non qualificato                | Non qualificato               | Non qualificato      | Non qualificato      | Non qualificato |
| Alizé Cornet        | Singolare femminile | Plíšková P (1–6, 3–6)       | Non qualificata                 | Non qualificata                | Non qualificata               | Non qualificata      | Non qualificata      | Non qualificata |
| Fiona Ferro         | Singolare femminile | Sevastova V (2–6, 6–4, 6–2) | Sorribes P (1–6, 4–6)           | Non qualificata                | Non qualificata               | Non qualificata      | Non qualificata      | Non qualificata |
| Caroline Garcia     | Singolare femminile | Vekić P (2–6, 7–6(2), 3–6)  | Non qualificata                 | Non qualificata                | Non qualificata               | Non qualificata      | Non qualificata      | Non qualificata |
| Kristina Mladenovic | Singolare femminile | Badosa P (7–6(4), 3–6, 0–6) | Non qualificata                 | Non qualificata                | Non qualificata               | Non qualificata      | Non qualificata      | Non qualificata |

### Doppio
| Atleta                              | Evento           | 16-esimi                                  | Ottavi                             | Quarti               | Semifinali           | Finale               | Pos.            |
| Atleta                              | Evento           | Avversario Punteggio                      | Avversario Punteggio               | Avversario Punteggio | Avversario Punteggio | Avversario Punteggio | Pos.            |
| ----------------------------------- | ---------------- | ----------------------------------------- | ---------------------------------- | -------------------- | -------------------- | -------------------- | --------------- |
| Pierre-Hugues Herbert Nicolas Mahut | Doppio maschile  | Bublik / Golubev V (6(4)–7, 7–6(3), 10–8) | Struff / Zverev P (4–6, 5–7)       | Non qualificati      | Non qualificati      | Non qualificati      | Non qualificati |
| Jérémy Chardy Gaël Monfils          | Doppio maschile  | Murray / Salisbury P (3–6, 2–6)           | Non qualificati                    | Non qualificati      | Non qualificati      | Non qualificati      | Non qualificati |
| Caroline Garcia Kristina Mladenovic | Doppio femminile | Svitolina / Jastrems'ka V (6–2, 6–4)      | Mattek-Sands / Pegula P (1–6, 4–6) | Non qualificate      | Non qualificate      | Non qualificate      | Non qualificate |
| Alizé Cornet Fiona Ferro            | Doppio femminile | Bertens / Schuurs P (6(5)–7, 7–5, 9–11)   | Non qualificate                    | Non qualificate      | Non qualificate      | Non qualificate      | Non qualificate |
| Kristina Mladenovic Nicolas Mahut   | Doppio misto     | N.D.                                      | Vesnina / Karacev P (4–6, 2–6)     | Non qualificati      | Non qualificati      | Non qualificati      | Non qualificati |
| Fiona Ferro Pierre-Hugues Herbert   | Doppio misto     | N.D.                                      | Świątek / Kubot P (3–6, 6(3)–7)    | Non qualificati      | Non qualificati      | Non qualificati      | Non qualificati |

## Tennistavolo
| Atleta                                             | Evento            | Preliminari          | Round 1              | Round 2              | Round 3              | Ottavi               | Quarti               | Semifinali           | Finale / FB          | Pos.            |                 |
| Atleta                                             | Evento            | Avversario Punteggio | Avversario Punteggio | Avversario Punteggio | Avversario Punteggio | Avversario Punteggio | Avversario Punteggio | Avversario Punteggio | Avversario Punteggio | Pos.            |                 |
| -------------------------------------------------- | ----------------- | -------------------- | -------------------- | -------------------- | -------------------- | -------------------- | -------------------- | -------------------- | -------------------- | --------------- | --------------- |
| Simon Gauzy                                        | Singolo maschile  | Bye                  | Bye                  | Bye                  | Groth V 4–0          | Ma P 1–4             | Non qualificato      | Non qualificato      | Non qualificato      | Non qualificato |                 |
| Emmanuel Lebesson                                  | Singolo maschile  | Bye                  | Bye                  | Gaćina V 4–0         | Fan P 0–4            | Non qualificato      | Non qualificato      | Non qualificato      | Non qualificato      | Non qualificato |                 |
| Prithika Pavade                                    | Singolo femminile | Bye                  | Noskova P 2–4        | Non qualificata      | Non qualificata      | Non qualificata      | Non qualificata      | Non qualificata      | Non qualificata      | Non qualificata |                 |
| Jia Nan Yuan                                       | Singolo femminile | Bye                  | Abdel Razek V 4–0    | Takahashi V 4–0      | Jeon P 3–4           | Non qualificata      | Non qualificata      | Non qualificata      | Non qualificata      | Non qualificata | Non qualificata |
| Alexandre Cassin Simon Gauzy Emmanuel Lebesson     | Squadre maschile  | N.D.                 | N.D.                 | N.D.                 | N.D.                 | Hong Kong V 3–0      | Cina P 0–3           | Non qualificata      | Non qualificata      | Non qualificata |                 |
| Stéphanie Loeuillette Prithika Pavade Jia Nan Yuan | Squadre femminile | N.D.                 | N.D.                 | N.D.                 | N.D.                 | Singapore P 0–3      | Non qualificata      | Non qualificata      | Non qualificata      | Non qualificata |                 |
| Emmanuel Lebesson Jia Nan Yuan                     | Doppio misto      | N.D.                 | N.D.                 | N.D.                 | N.D.                 | Hu / Tapper V 4–0    | Wong / Doo V 4–3     | Xu / Liu P 0–4       | Lin / Cheng P 0–4    | 4ª              |                 |

## Tiro a segno/volo

### Uomini
| Atleta            | Evento                  | Qualificazione | Qualificazione | Finale          | Finale          |
| Atleta            | Evento                  | Punteggio      | Classifica     | Punteggio       | Classifica      |
| ----------------- | ----------------------- | -------------- | -------------- | --------------- | --------------- |
| Clément Bessaguet | Pistola 25 m automatica | 582            | 7º             | Non qualificato | Non qualificato |
| Jean Quiquampoix  | Pistola 25 m automatica | 586            | 2º Q           | 34              |                 |
| Éric Delaunay     | Skeet                   | 124            | 1º Q           | 25              | 5º              |
| Emmanuel Petit    | Skeet                   | 121            | 11º            | Non qualificato | Non qualificato |

### Donne
| Atleta            | Evento                       | Qualificazione | Qualificazione | Finale          | Finale          |
| Atleta            | Evento                       | Punteggio      | Classifica     | Punteggio       | Classifica      |
| ----------------- | ---------------------------- | -------------- | -------------- | --------------- | --------------- |
| Océanne Muller    | Carabina 10 m aria compressa | 630,7          | 5ª Q           | 187,7           | 5ª              |
| Océanne Muller    | Carabina 50 m 3 posizioni    | 1155           | 31ª            | Non qualificata | Non qualificata |
| Céline Goberville | Pistola 10 m aria compressa  | 577            | 8ª Q           | 114,9           | 8ª              |
| Mathilde Lamolle  | Pistola 10 m aria compressa  | 578            | 5ª Q           | 134,6           | 7ª              |
| Céline Goberville | Pistola 25 m                 | 574            | 31ª            | Non qualificata | Non qualificata |
| Mathilde Lamolle  | Pistola 25 m                 | 582            | 12ª            | Non qualificata | Non qualificata |
| Carole Cormenier  | Trap                         | 117            | 12ª            | Non qualificata | Non qualificata |
| Mélanie Couzy     | Trap                         | 110            | 25ª            | Non qualificata | Non qualificata |
| Lucie Anastassiou | Skeet                        | 119            | 9ª             | Non qualificata | Non qualificata |

## Tiro con l'arco
| Atleta                                               | Evento                | Classificazione | Classificazione | 32-esimi             | 16-esimi             | Ottavi               | Quarti               | Semifinali           | Finale               | Pos.            |
| Atleta                                               | Evento                | Punteggio       | Pos.            | Avversario Punteggio | Avversario Punteggio | Avversario Punteggio | Avversario Punteggio | Avversario Punteggio | Avversario Punteggio | Pos.            |
| ---------------------------------------------------- | --------------------- | --------------- | --------------- | -------------------- | -------------------- | -------------------- | -------------------- | -------------------- | -------------------- | --------------- |
| Thomas Chirault                                      | Individuale maschile  | 648             | 51º             | Broeksma P 4–6       | Non qualificato      | Non qualificato      | Non qualificato      | Non qualificato      | Non qualificato      | Non qualificato |
| Pierre Plihon                                        | Individuale maschile  | 653             | 36º             | Williams V 6–4       | Kim P 2–6            | Non qualificato      | Non qualificato      | Non qualificato      | Non qualificato      | Non qualificato |
| Jean-Charles Valladont                               | Individuale maschile  | 640             | 57º             | van den Berg P 3–7   | Non qualificato      | Non qualificato      | Non qualificato      | Non qualificato      | Non qualificato      | Non qualificato |
| Lisa Barbelin                                        | Individuale femminile | 654             | 13ª             | Andreoli V 6–2       | Schloesser V 6–0     | Valencia P 0–6       | Non qualificata      | Non qualificata      | Non qualificata      | Non qualificata |
| Thomas Chirault Pierre Plihon Jean-Charles Valladont | Squadra maschile      | 1941            | 12ª             | N.D.                 | N.D.                 | Stati Uniti P 0–6    | Non qualificata      | Non qualificata      | Non qualificata      | Non qualificata |
| Jean-Charles Valladont Lisa Barbelin                 | Squadra mista         | 1307            | 14ª             | N.D.                 | N.D.                 | Giappone V 5–3       | Paesi Bassi P 4–5    | Non qualificata      | Non qualificata      | Non qualificata |

## Triathlon
| Atleta                                                         | Evento                | Nuoto                   | T1                | Ciclismo                  | T2                      | Corsa                   | Totale   | Classifica |
| -------------------------------------------------------------- | --------------------- | ----------------------- | ----------------- | ------------------------- | ----------------------- | ----------------------- | -------- | ---------- |
| Léo Bergère                                                    | Individuale maschile  | 18'00"                  | 0'41"             | 56'22"                    | 0'30"                   | 31'47"                  | 1h47'20" | 21ª        |
| Dorian Coninx                                                  | Individuale maschile  | 18'04"                  | 0'41"             | 56'18"                    | 0'30"                   | 31'15"                  | 1h46'48" | 17ª        |
| Vincent Luis                                                   | Individuale maschile  | 17'39"                  | 0'39"             | 56'45"                    | 0'30"                   | 30'51"                  | 1h46'24" | 13ª        |
| Cassandre Beaugrand                                            | Individuale femminile | 19'37"                  | 0'42"             | DNF                       | DNF                     | DNF                     | DNF      | DNF        |
| Léonie Périault                                                | Individuale femminile | 19'13"                  | 0'43"             | 1h03'13"                  | 0'34"                   | 34'06"                  | 1h57'49" | 5ª         |
| Léonie Périault Dorian Coninx Cassandre Beaugrand Vincent Luis | Squadre miste         | 4'02" 4'12" 4'19" 3'54" | 0'40" 0'38" 0'35" | 10'22" 9'24" 10'31" 9'34" | 0'31" 0'27" 0'29" 0'27" | 6'05" 5'28" 6'00" 5'48" | 1h24'04" |            |

## Tuffi
| Atleta          | Evento                     | Preliminari | Preliminari | Semifinale      | Semifinale      | Finale          | Finale          |
| Atleta          | Evento                     | Punti       | Classifica  | Punti           | Classifica      | Punti           | Classifica      |
| --------------- | -------------------------- | ----------- | ----------- | --------------- | --------------- | --------------- | --------------- |
| Alexis Jandard  | Trampolino 3 m maschile    | 423,60      | 11º Q       | 357,85          | 16º             | Non qualificato | Non qualificato |
| Matthieu Rosset | Piattaforma 10 m maschile  | 275,70      | 29º         | Non qualificato | Non qualificato | Non qualificato | Non qualificato |
| Alaïs Kalonji   | Piattaforma 10 m femminile | 295,80      | 14ª Q       | 269,00          | 16ª             | Non qualificata | Non qualificata |

## Vela
| Atleta                            | Evento           | Regata | Regata | Regata | Regata | Regata | Regata | Regata | Regata | Regata | Regata | Regata | Regata | Regata | Punteggio Totale | Punteggio Netto | Classifica |
| Atleta                            | Evento           | 1      | 2      | 3      | 4      | 5      | 6      | 7      | 8      | 9      | 10     | 11     | 12     | M      | Punteggio Totale | Punteggio Netto | Classifica |
| --------------------------------- | ---------------- | ------ | ------ | ------ | ------ | ------ | ------ | ------ | ------ | ------ | ------ | ------ | ------ | ------ | ---------------- | --------------- | ---------- |
| Thomas Goyard                     | RS:X maschile    | 13     | 5      | 3      | 13     | 1      | 1      | 3      | 6      | 7      | 1      | 9      | 3      | OCS    | 87               | 74              |            |
| Charline Picon                    | RS:X femminile   | 1      | 6      | 2      | 9      | 1      | 4      | 2      | 3      | 6      | 3      | 2      | 6      | 2      | 47               | 38              |            |
| Jean-Baptiste Bernaz              | Laser maschile   | 1      | 9      | 13     | 9      | 23     | 7      | 16     | 4      | 9      | 22     | N.D.   | N.D.   | 2      | 115              | 92              | 6º         |
| Marie Bolou                       | Laser femminile  | 28     | 27     | 5      | 15     | 7      | 2      | 16     | 14     | 7      | 33     | N.D.   | N.D.   | EL     | 154              | 121             | 11ª        |
| Jérémie Mion Kevin Peponnet       | 470 maschile     | 4      | 7      | 11     | 13     | 12     | 2      | 11     | 11     | 13     | 16     | N.D.   | N.D.   | EL     | 100              | 87              | 11ª        |
| Camille Lecointre Aloïse Retornaz | 470 femminile    | 3      | 2      | 4      | 7      | 1      | 12     | 6      | 5      | 10     | 4      | N.D.   | N.D.   | 12     | 66               | 54              |            |
| Émile Amoros Lucas Rual           | 49er maschile    | 15     | 9      | 16     | 15     | 8      | 13     | 11     | 15     | 10     | 12     | 16     | 10     | EL     | 150              | 134             | 15ª        |
| Albane Dubois Lili Sebesi         | 49erFX femminile | 4      | 15     | 10     | 6      | 8      | 2      | 7      | 14     | 13     | 18     | 14     | 2      | 16     | 129              | 111             | 9ª         |
| Quentin Delapierre Manon Audinet  | Nacra 17 misto   | 18     | 4      | 3      | 5      | 9      | 7      | 10     | 4      | 13     | 7      | 7      | 7      | 8      | 102              | 84              | 8ª         |